# Djebel el Azreg
Djebel el Azreg är ett berg i Algeriet.   Det ligger i provinsen Laghouat, i den norra delen av landet, 290 km söder om huvudstaden Alger. Toppen på Djebel el Azreg är 1 497 meter över havet.
Terrängen runt Djebel el Azreg är varierad. Runt Djebel el Azreg är det glesbefolkat, med 13 invånare per kvadratkilometer. Det finns inga samhällen i närheten. Omgivningarna runt Djebel el Azreg är i huvudsak ett öppet busklandskap.